# یواس‌اس پاترول شماره ۵ (اس‌پی-۲۹)
یواس‌اس پاترول شماره ۵ (اس‌پی-۲۹) (به انگلیسی: USS Patrol No. 5 (SP-29)) یک کشتی بود که طول آن ۴۰ فوت ۰ اینچ (۱۲٫۱۹ متر) بود. این کشتی در سال ۱۹۱۶ ساخته شد.